# Red Chillies Entertainment
Red Chillies Entertainment (RCE) est une société de production de films en hindi. La société a été fondée en 2002 par la superstar de Bollywood Shahrukh Khan et sa femme Gauri Khan. Outre la production, RCE a aussi un studio d'effets visuels réputé, Red Chillies VFX. Son siège se trouve à Bombay, en Inde.

## Historique
En 2004, le chorégraphe Farah Khan qui est aussi une bonne amie de Shahrukh Khan décide de réaliser un film dont elle lui offre le premier rôle. Shahrukh Khan organise et crée une société de production avec son épouse, Gauri Khan, qui devient la productrice de la première production de RCE, Main Hoon Na. En plus de leurs propres productions, l'équipe VFX est impliquée dans beaucoup de films majeurs comme Chak de India, Jhoom Barabar Jhoom, Drona, Dostana et Kurbaan.
En 2008, Red Chillies introduit et achète les Kolkata Knight Riders pour la compétition de cricket de l'Indian Premier League. Ils s'aventurent aussi dans la production d'émissions télévisées comme The First Ladies qui a été diffusée sur NDTV.

## Filmographie

### Productions
Sauf indication contraire, les informations mentionnées dans cette section peuvent être confirmées par la base de données cinématographiques IMDb,  présente dans la section « Liens externes ».
- 1979 : Vardi de Umesh Mehra
- 1985 : Arjun de Rahul Rawail
- 1991 : Yodha de Rahul Rawail
- 1992 : Chamatkar de Rajiv Mehra
- 1993 : Maya Memsaab de Ketan Mehta
- 1993 : Damini de Rajkumar Santoshi
- 1994 : Kabhi Haan Kabhi Naa de Kundan Shah
- 1994 : Anjaam de Rahul Rawail
- 1995 : Dushmani de Shekhar Kapoor
- 1995 : One 2 Ka 4 de Rajiv Mehra
- 1995 : Oh Darling Yeh Hai India de Ketan Mehta
- 1996 : English Babu Desi Mem de Praveen Nischol
- 1996 : Chaahat de Mahesh Bhatt
- 2000 : Hey Ram de Kamal Hassan
- 2000 : Phir Bhi Dil Hai Hindustani de Aziz Mirza
- 2001 : Asoka de Santosh Sivan
- 2003 : Chalte Chalte de Aziz Mirza
- 2004 : Main Hoon Na de Farah Khan
- 2005 : Kaal de Soham Shah
- 2005 : Paheli de Amol Palekar
- 2007 : Om Shanti Om de Farah Khan
- 2009 : Billu de Priyadarshan
- 2011 : Always...Kabhie Kabhie de Roshan Abbas
- 2011 : Ra.One de Anubhav Sinha
- 2011 : Don 2 de Farhan Akhtar
- 2012 : Student of the Year de Karan Johar
- 2013 : Chennai Express de Rohit Shetty
- 2014 : Happy New Year de Farah Khan
- 2015 : Dilwale de Rohit Shetty
- 2016 : Dear Zindagi de Gauri Shinde
- 2017 : Raees de Rahul Dholakia